# Kõpu, Viljandimaa
Kõpu (tyska: Fellin-Köppo) är en småköping (estniska: alevik) som utgör centralort i Kõpu kommun i landskapet Viljandimaa i södra Estland. Orten ligger vid Riksväg 92, cirka 20 kilometer västerut från staden Viljandi.
I kyrkligt hänseende hör orten till Kõpu församling inom den Estniska evangelisk-lutherska kyrkan.

## Galleri

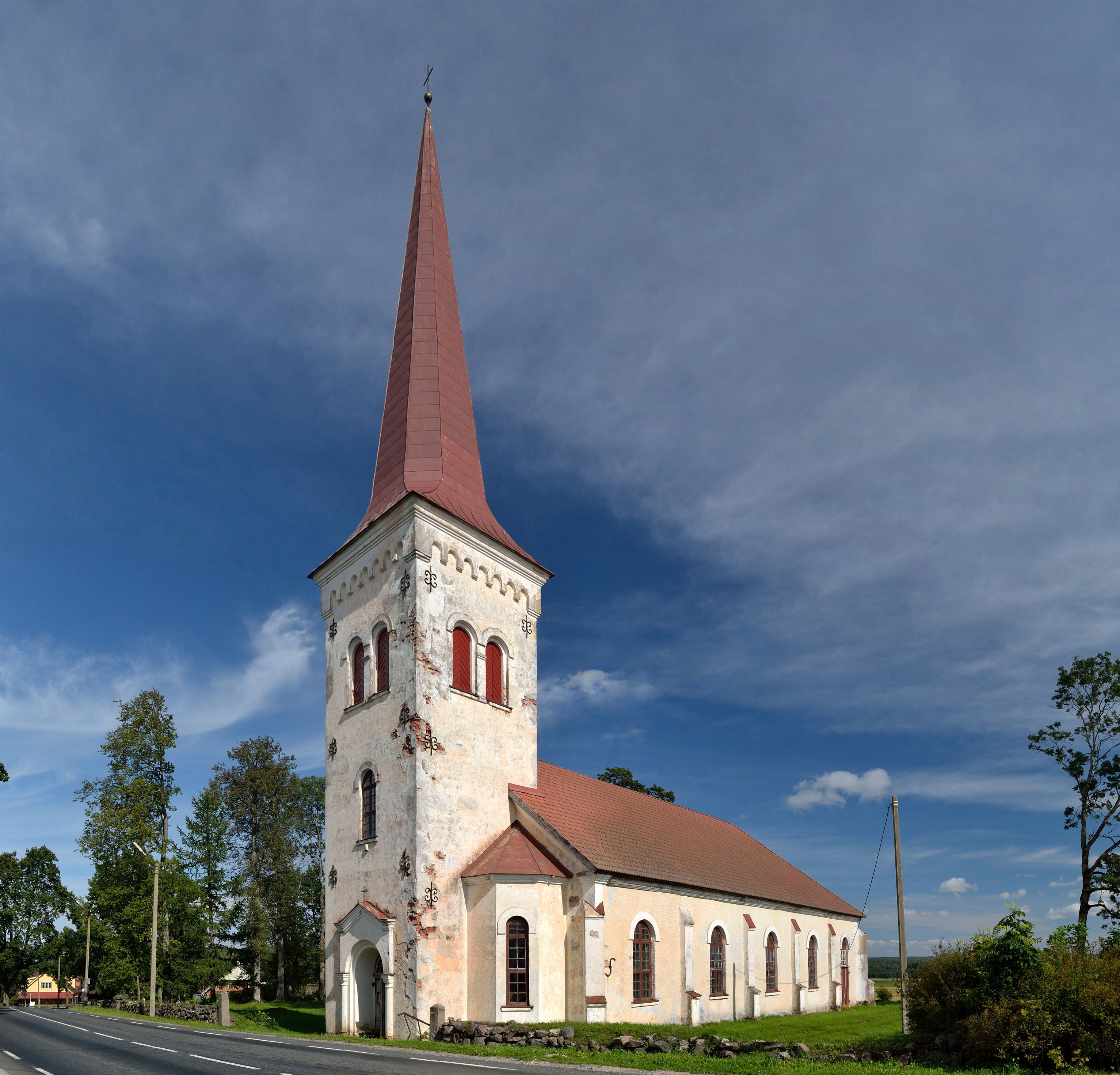
Kõpu kyrka.
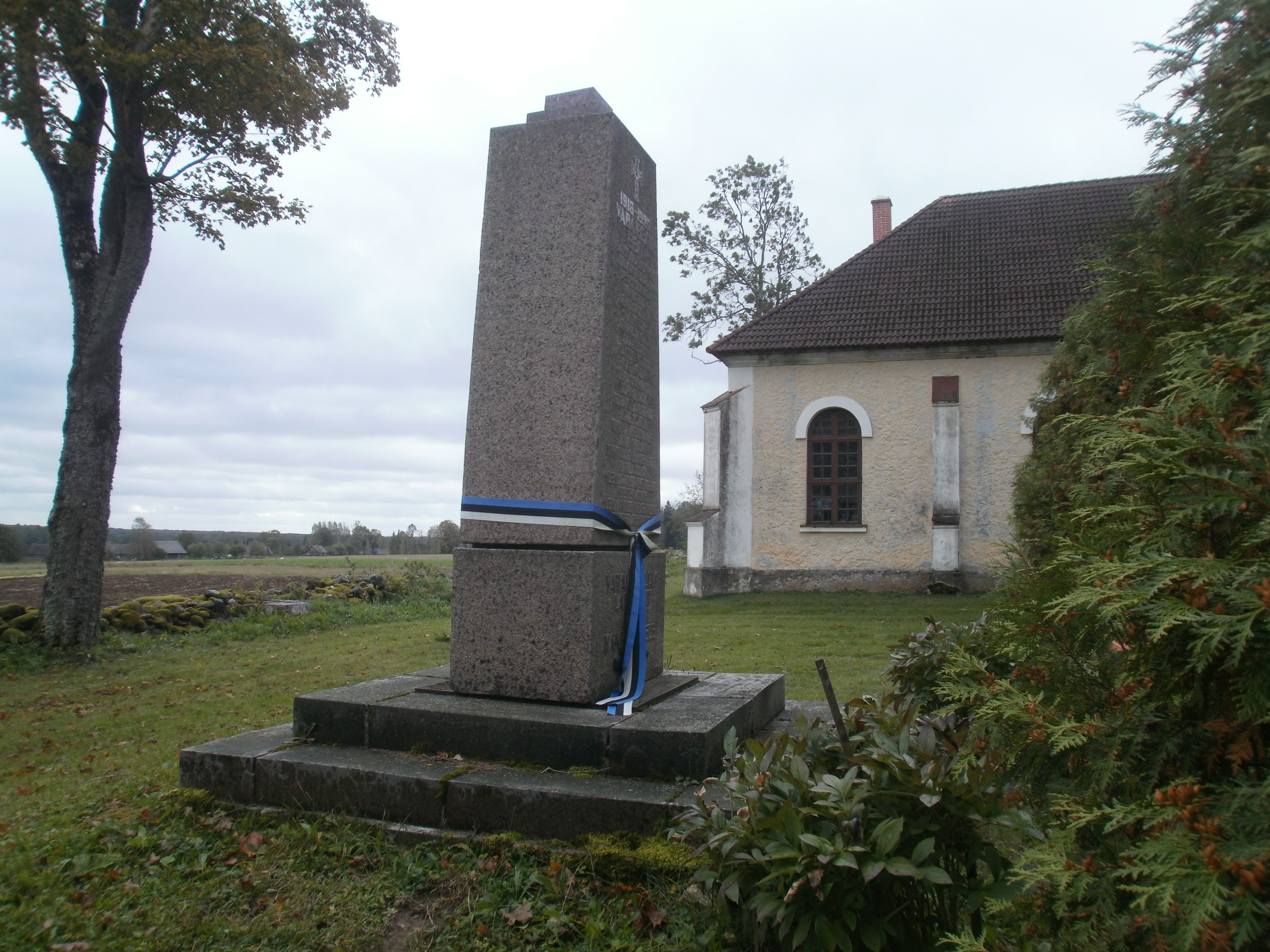
Minnesmärke från estniska frihetskriget.
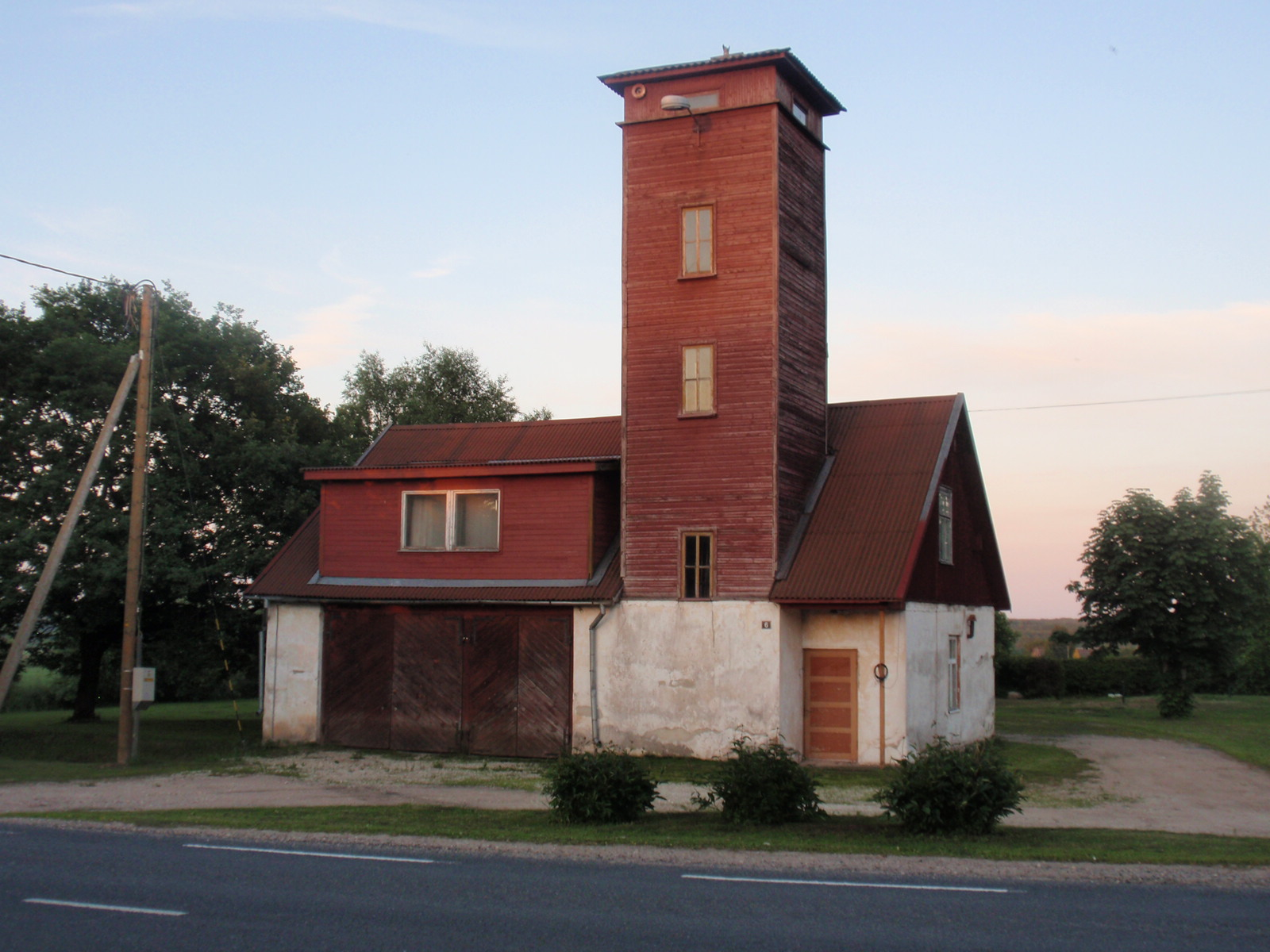
Frivilliga brandkåren i Kõpu.

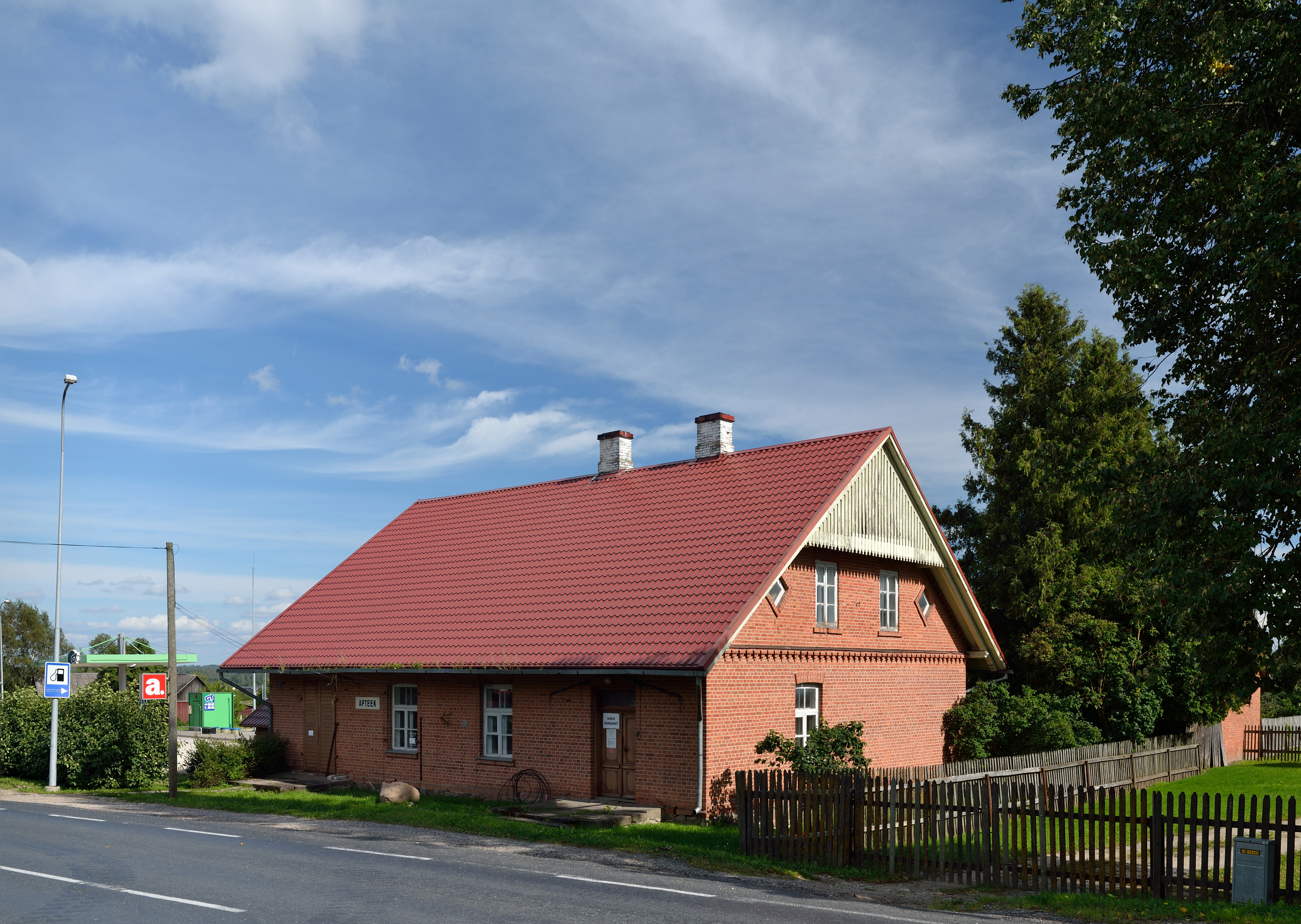
Kõpu apotek.
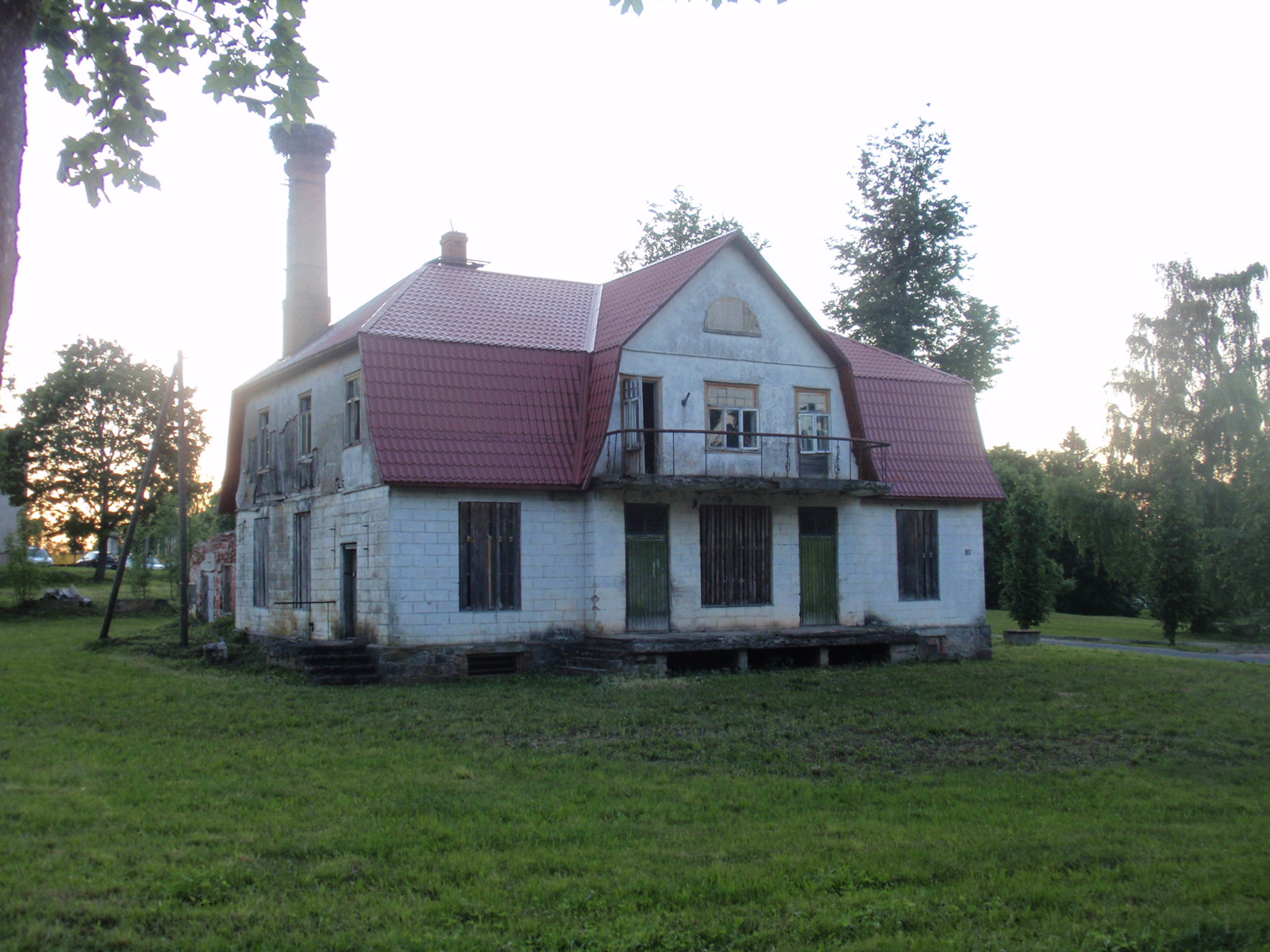
Gamla mejeriet.
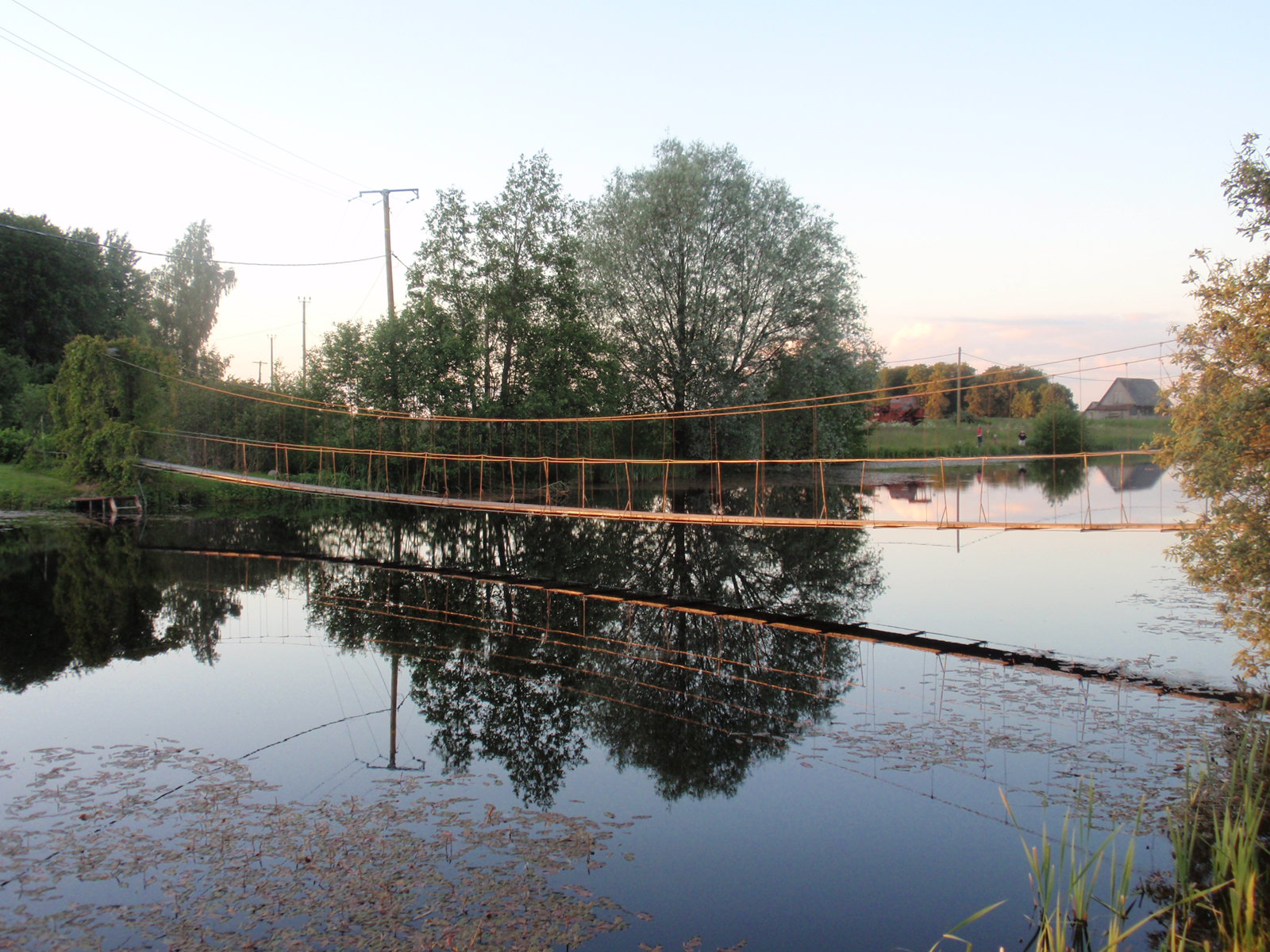
Gångbron över Kõpu paisjärv.